# 1Q84
1Q84 је јапански роман аутора Харукија Муракамија. У Јапану је изашао из штампе 2009. године. У САД је изашао роман у три дела и превео је на енглески језик Филип Габријел 2011. године. На српском језику је превела Наташа Томић 2014. године када је и изашао роман у три дела, пратећи радњу романа по месецима. 
Прво издање романа је распродато на дан када је објављен и продаја је достигла милион у року од месец дана. Издање на енглеском језику сва три тома, објављено је у Северној Америци и Уједињеном Краљевству 25. октобра 2011. године. Одломак из романа појавио се у издању The New Yorker магазина од 5. септембра 2011. као „Град мачака“.
Иако је био добро прихваћен у Јапану, роман је наишао на помешане до негативне критике међународних критичара, који су осудили прекомерно понављање романа, клишејско писање, неспретан стил и "млитаву" радњу.

## Радња романа
Догађаји из 1Q84 одвијају се у Токију током измишљене 1984. године, са првим томом између априла и јуна, другим између јула и септембра, а трећим између октобра и децембра.
Књига почиње женом по имену Аомаме (青豆) док се вози таксијем на посао. Она чује Синфонијету Леоша Јаначека како свира на радију и одмах је препознаје, некако детаљно познавајући њену историју и контекст. Када се такси заглави у саобраћајној гужви на рути Шибуја на аутопуту Шуто, возач јој предлаже да се спусти низ излаз за хитне случајеве како би стигла до свог састанка, упозоравајући је да би то могло променити саму природу стварности. Аомаме следи савет возача. На крају, Аомаме одлази до хотела у Шибуји и представља се као пратилац како би убила госта. Она изводи убиство шиљком за лед који не оставља траг на жртви. Открива се да је Аомамеин посао да убија мушкарце који су починили насиље у породици.
Аомаме почиње да примећује нове детаље о свету који су суптилно другачији. На пример, примећује полицајце који носе аутоматске пиштоље, а претходно су носили револвере. Аомаме проверава архиве великих новина и проналази неколико недавних вести којих се не сећа. Једна од њих се односи на групу екстремиста који су се сукобили са полицијом у планинама Јаманаши. Она закључује да живи у алтернативној стварности, коју назива "1Q84", и сумња да је ушла у њу када је чула Синфонијету.
Представља се други главни лик романа, Тенго Кавана (川奈天吾). Тенго је писац и наставник математике у школи. Коматсу (小松), Тенгов уредник и ментор, тражи од њега да препише неспретно написан, али обећавајући рукопис 17-годишње девојке по имену Ерико Фукада, под псеудонимом „Фука-Ери (おかかかかか." Коматсу жели да пријави роман за престижну награду и промовише свог аутора као чудо од детета. Тенго има резерве и жели да се састане са Фука-Ери и затражи њену дозволу. Када се њих двоје упознају, Фука-Ери каже Тенгу да ради са рукописом како жели.
Убрзо постаје јасно да Фука-Ери, која је дислексична, није сама написала рукопис. Тенгова нелагодност због пројекта се продубљује; да би решио своје бриге, Фука-Ери води Тенга да упозна њеног садашњег старатеља, Ебисуно-сенсеја (戎野先生), или једноставно „Сенсеи“. Тенго сазнаје да су Фука-Еријини родитељи били чланови комуне која се зове „Такашима“ (タカシマ). Њен отац, Тамоцу Фукада (深田保) је Ебисунов бивши пријатељ и колега. Фукада је о Такашими мислио као о утопији; Ебисуно је открио да је људе претворио у роботе без размишљања. Фука-Ери, или "Ери" (エリ) за Ебисуно, у то време је била само дете.
Године 1974. Фукада је основао нову комуну под називом "Сакигаке" (さきかけ). На крају, неслагања су довела до тога да радикална фракција Сакигакеа формира нову комуну под називом „Акебоно“ (あけほの). Комуна Акебоно је на дошла у ситуацију да се оружано сукоби са полицијом у близини језера Мотосу (本栖湖) у Јаманашију. Убрзо након тога, Фука-Ери се појавила на Ебисуновом прагу, неспособна да говори. Ебисуно није успео да контактира свог пријатеља у Сакигакеу, и тиме је постао њен старатељ; до садашњости 1Q84, Фука-Ери се није чула са својим родитељима седам година.
Док живи са Ебисуном, Фука-Ери саставља свој рукопис тако што га диктира Азами (アサミ), Ебисуновој ћерки. Прича говори о животу девојчице у комуни, где је упознала групу мистичних бића познатих као „Човечуљци“ (リトル・ヒーフル). Временом, Тенго почиње да сумња да су се мистични догађаји описани у роману заиста догодили.
У међувремену, Аомаме се психички опоравља од свог задатка да убије госта хотела. Откривено је да је њен послодавац старија богата жена која се назива Удовица (女主人). Удовица повремено плаћа Аомаме да убије мушкарце који су тешко злостављали жене.
Аомаме је сексуално неспутана и понекад се ослобађа од стреса тако што покупи старије мушкарце у баровима за самце. Током једног од тих излета, она упознаје Ајуми (あゆみ), полицајку истомишљеника, и оне постају пријатељице. Аомаме се присећа своје раније пријатељице која је извршила самоубиство након што је претрпела породично злостављање. Једног дана, Аомаме сазнаје да је Ајуми задављена у хотелу.
Удовица упознаје Аомаме са 10-годишњом девојчицом по имену Цубаса (つはさ), коју жели да усвоји. Цубаса и њени родитељи су били у вези са Сакигакеом. Цубасу је насилно злостављао вођа култа, познат само као "Вођа". Док Цубаса спава у Удовочиној сигурној кући, "Човечуљци" поменути у рукопису појављују се из Цубасиних уста и почињу да стварају чауру. Цубаса мистериозно нестаје из сигурне куће и никада се више није вратила.
Удовица истражује Сакигаке. Поред Цубасе, ту су биле сексуално злостављане и друге предпубертетске девојке. Удовица тражи од Аомаме да убије Вођу. Аомаме се састаје са Вођом, који је, у ствари, Тамоцу Фукада. Физички огромна особа са мишићним проблемима који му изазивају хроничне, јаке болове, открива да има моћи попут телекинезе и да има везе са „човечуљцима“. Знајући да је Аомаме послата да га убије, Фукада склапа договор са њом: она ће га убити, а он ће заштитити Тенга од зла. После дугог разговора са Вођом, Аомаме га убија и скрива се на унапред договореној локацији коју су поставили Удовица и Тамару (たまる), њен телохранитељ.
Аомаме и Тенго и њихови паралелни светови почињу да се приближавају један другом. Тенга прогони приватни истражитељ Ушикава (うしかわ), којег је унајмио Сакигаке. Он прати Тенга да би прикупио информације о рукопису девојчице. Након Вођиног убиства, Ушикави је такође наређено да пронађе Аомаме. Роман почиње да прати Ушикаву, некада адвоката који је добро зарађивао заступајући криминалце. Упао је у правне проблеме и морао је да напусти каријеру. Напустиле су га супруга и две ћерке и од тада ради као приватни детектив. Ружан човек који одбија свакога кога сретне, Ушикава је прилично интелигентан и способан да прикупи чињенице.
Ушикава се фокусира на Тенга, Аомаме и удовицу као осумњичене у својој истрази. Одлучује да уђе у Тенгов стан како би пронашао информације о Аомамеу. Изнајмљује собу у стамбеној згради и поставља камеру да слика станаре. Он је сведок како Фука-Ери, која се скривала у Тенговом стану, излази из зграде. Чини се да Фука-Ери схвата Ушикавино присуство; она оставља поруку Тенгу и одлази. Ушикава касније види како се Тенго враћа након посете свом оцу на самрти. Коначно, Ушикава примећује Аомаме како напушта зграду након што је она сама пратила Ушикаву тамо како би пронашла Тенга.
Пре него што може да се јави Сакигакеу, Тамару се ушуња у Ушикавину собу и испитује детектива. Тамару открива да Ушикава превише зна и убија га. Тамару затим телефонира Ушикавином контакту у Сакигакеу и тражи од њих да покупе детективово тело.
Аомаме и Тенго се на крају проналазе кроз Ушикавину истрагу и уз Тамаруову помоћ. Некада су били другови из детињства, иако нису имали везу осим једног тренутка у учионици у којем је Аомаме чврсто ухватила Тенгову руку. Тај тренутак је означио прекретницу у Аомаме и Тенговом животу, и они су задржали фундаменталну љубав једно према другом. После 20 година, Аомаме и Тенго се поново сусрећу, обоје их гоне Ушикава и Сакигаке. Успевају да га из чудног света „1Q84“, који има два видљива месеца, пребаце у нову стварност за коју претпостављају да је њихов првобитни свет, иако постоје мале индиције да није. Роман се завршава тако што стоје у хотелској соби, држећи се за руке, и гледају у један светли месец на небу.

## Ликови
- Аомаме (青豆)

Један од три лика са становишта романа, Аомаме је тридесетогодишња жена која ради као део загонетне организације за коју чини пажљиво одабрана убиства. Њено пуно име је Масами Аомаме, али она носи своје презиме, што значи "зелени грашак". Као дете, била је члан верског култа под називом „Друштво сведока“ (по узору на Јеховине сведоке) и делила је верски материјал са својом породицом викендом.
- Тенго Кавана (川奈 天吾)

Други лик из тачке гледишта романа, он је необјављени романописац који ради као наставник математике у средњој школи. Мајка му је умрла када је био веома млад; његово најраније сећање је како је његовој мајци сисао груди човек који није био Тенгов отац. Његов отац је радио за НХК и ишао је од врата до врата прикупљајући накнаду за пријем мреже, а он је терао Тенга да иде са њим сваке недеље.
- Ушикава (牛河)

Гротескно ружан човек којег је Сакигаке унајмио да истражи Тенга и касније Аомаме. Он постаје лик из тачке гледишта у трећем делу романа. Он је неуморан у својој истрази, али сам није члан Сакигакеа. Раније је у животу имао жену и две ћерке, али је сада разведен и одвојен од њих. Исти лик се појављује у другој Муракамијевој причи, Хроника птице навијалице.
- Коматсу (小松)

45-годишњи уредник издавачке куће. Он живи свој свакодневни живот по сопственом распореду, наизглед несвестан ритмова људи око себе, и често зове Тенга усред ноћи. Иако Коматсу ужива добру професионалну репутацију због своје компетенције, не сматра се да је пријатељска особа. О његовом приватном животу се мало зна осим гласина.
- Фука-Ери (ふかえり)

Незнатна, али упечатљива 17-годишња средњошколка чији је рукопис Куки Санаги (空気さなき) пријављен на литерарни конкурс. Изузетно је суздржана, са необичним, наглим начином говора и нечим апатичним погледом на живот. Она такође пати од дислексије и тешкоћа у школи. Њено име је преузето од њеног правог имена, Ерико Фукада.
- Вођа

Он је оснивач Сакигакеа и може да чује гласове малих људи. Он је такође отац Фука-Ери, а његово право име је Тамоцу Фукада. Он делује као пророк за Сакигаке. Он болује од мистериозних болести, које му изазивају велики бол и укоченост, због чега му понекад тело постаје потпуно укочено и укочено.
- Удовица (老婦人)

Њено име је Шизуе Огата. Она је богата жена у средњим 70-им. Она живи у "Врби кући" у насељу Азабу и у близини је направила сигурну кућу за жене које су жртве породичног насиља. Она упознаје Аомаме преко спортског клуба који похађа, а касније је убеђује да преузме посао уклањања мета, мушкараца који су криви за породично злостављање.
- Тамару (タマル)

Човек од 40 година који је Удовичин верни телохранитељ. Био је у најтежој јединици Јапанских снага за самоодбрану, где су га хранили „пацовима, змијама и скакавцима”. Отворено је геј, живи у другом делу Азабуа са својим млађим дечком козметичарем. Воли немачке овчаре и ужива да се игра машинама и уређајима.
- Професор Ебисуно (戎野隆之先生)

Човек у средњим 60-им који је Фука-Ерин старатељ. Има стан у Шинаномачију. Радио је у академији заједно са Фука-Еријиним оцем пре него што је господин Фукада отишао са 30 својих ученика да покрене Сакигаке.

## Позадина романа
Мураками је провео четири године пишући роман након што је смислио уводну секвенцу и наслов. Наслов је игра јапанског изговора из 1984. године и референца на роман Џорџа Орвела. Слово К и 九, јапански број за 9 (обично романизован као „киу“, али као „кев“ на јапанској корици књиге), су хомофони, који се често користе у јапанској игри речи. Наслов је сличан, али није референца на научнофантастични роман Артура Херцога из 1978. године. 

## Религијске теме
У складу са многим Муракамијевим романима, овим романом доминирају религијски и сакрални концепти. Радња 1Q84 је изграђена око мистичног култа и два давно изгубљена љубавника који су увучени у искривљену верзију стварности. 1Q84 приписује додатно значење његовим претходним романима и повлачи везу између натприродног и узнемирујућег. Често се наводи да читаоци доживљавају религиозну нелагоду која је слична постмодерном сензибилитету. Ова нелагодност се постиже Муракамијевим стварањем ликова чији су религиозни рецепти представљени као угњетавајући, што је илустровано у лику Вође, који је оснивач Сакигаке култа.
Религија је главна тема у 1К84, јер Мураками поставља сакралне идеје као постојеће одвојено од свакодневне стварности. Ово раздвајање се често наводи као наглашавање да Мураками има поглед на религију као негативну силу, која лежи у супротности са нормалним, свакодневним животом; Сам Мураками прилично ћути о својим личним верским уверењима.

## Критика
1Q84 је добио мешовите до негативне критике, са оценом од 54% и ознаком „Није препоручено од стране критичара“ од агрегатора рецензија iDreamBooks на основу 44 рецензије (најниже међу његовим романима).
Међу негативним критикама, Тајмов Брајан Волш је открио да је 1Q84 најслабији Муракамијев роман делом зато што изрезује његов типичан наратив у првом лицу. Негативна рецензија од магазина The A.V. Club потиче од Кристијана Вилијамса који је назвао књигу „стилски неспретном“ са „слојевима дијалога без гласа, бурним описом и непопустљивом заплетом“. Књигу је критиковао и Сипахималани, који је сматрао да је писање пречесто лењо и клише, да су Мали људи више подсмешљиви него претећи, и да је књига имала превише понављања. Џенет Маслин је у својој рецензији за The New York Times назвала „1000 страница без догађаја“ „запањујућих“. Претходно је одабрала Муракамијево раније дело, Кафка на обали мора, као један од 10 најбољих романа 2005. године. Вилијам Амблер из Хаф поста критиковао је књигу због тога што је „превише заокупљена сопственим играма да би понудила нешто тако скромно као што је резолуција, и превише бурна и гломазна да би понудила било каква реткост задовољства“. Пишући за The Wall Street Journal, Сем Сакс је критиковао досадност Муракамијеве прозе у роману, називајући је „баналним и клишеима прошараним“.
Међу позитивним критикама, Даглас Хадоу из Гардијана га је назвао „глобалним догађајем сам по себи, [који] страствено брани снагу романа“. У једној рецензији је 1Q84 описан као „сложен и надреални наратив“ који се „пребацује између прича о два лика, мушкарца и жене, који траже једно друго“. Бави се темама убиства, историје, култне религије, насиља, породичних веза и љубави. У другој рецензији за The Japan Times, речено је да роман „може постати обавезно штиво за свакога ко покушава да се ухвати у коштац са савременом јапанском културом“, називајући 1Q84 Харукија Муракамија „магнум опусом“. Малколм Џонс из Њузвика сматра овај роман амблематичним Муракамијевог мајсторства у роману, поредећи га са Чарлсом Дикенсом.